# Ash-Sarih
Ash-Sarih (en árabe, الصريح) es una ciudad en la gobernación de Irbid, en Jordania. Tiene una población de 46.003 habitantes (censo de 2015). Se encuentra al sureste de Irbid.